# Leioproctus fimbriatinus
Leioproctus fimbriatinus är en biart som först beskrevs av Cockerell 1910.  Leioproctus fimbriatinus ingår i släktet Leioproctus och familjen korttungebin. Inga underarter finns listade i Catalogue of Life.

## Bildgalleri

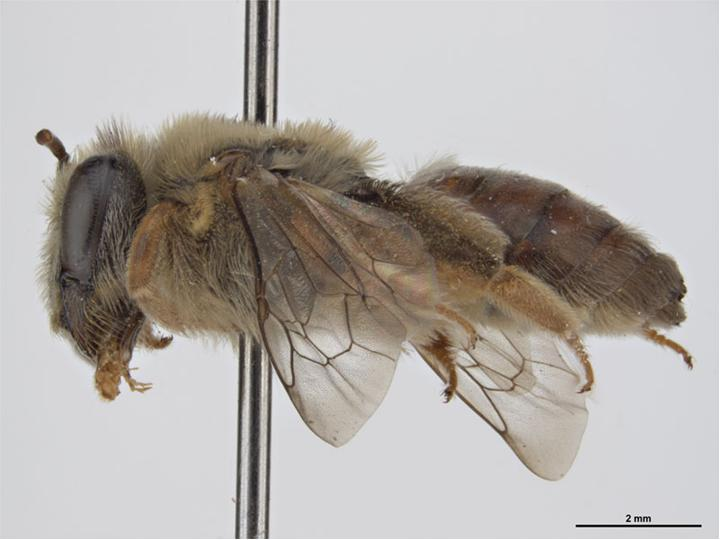